# Ręka mumii
Ręka mumii (ang. The Mummy's Hand) – amerykański film grozy z 1940 roku.
Film zrealizowano na bazie sukcesu filmu Mumia z 1932 roku, jednak nie jest on sequelem swego poprzednika lecz podobną historią opowiedzianą z wykorzystaniem fragmentów poprzedniego obrazu.

## Opis fabuły
Para amerykańskich archeologów natrafia w Egipcie na ślady grobowca starożytnej królowej Anaki. Dzięki finansowemu wsparciu ekscentrycznego maga i jego pięknej córki, wyruszają na pustynię w poszukiwaniu starożytnej krypty. Nie wiedzą jednak, że przyjdzie im stawić czoła mumii Kharis, która powstaje z martwych by na polecenie egipskiego kapłana zabijać wszystkich, którzy zbliżą się do grobowca księżniczki Ananka.

## Obsada
- Dick Foran - Steve Banning
- Peggy Moran - Marta Solvani
- Wallace Ford - Babe Jenson
- Eduardo Ciannelli - Kapłan
- George Zucco - Profesor Andoheb
- Cecil Kellaway - Solvani
- Charles Trowbridge - Dr. Petrie
- Tom Tyler - Kharis